# Síndrome clínica isolada
Uma síndrome clínica isolada (acrónimo em inglês CIS, de  clinically isolated syndrome) é o primeiro episódio neurológico de determinada pessoa, causado pela desmielinização do tecido nervoso. Um episódio pode ser "monofocal", no qual os sintomas estão restritos a uma única localização no sistema nervoso central, ou "multifocal", no qual se verificam sintomas em vários locais.
As lesões cerebrais associadas à síndrome clínica isolada podem indicar a presença de esclerose múltipla (EM). O diagnóstico deve ser confirmado através da presença de lesões em múltiplos locais do sistema nervoso central, normalmente ao longo de vários episódios, e para os quais não seja provável outro tipo de diagnóstico. O diagnóstico definitivo de EM só é obtido quando uma ressonância magnética detecta lesões no cérebro, consistentes com as lesões típicas de EM. Entre os outros exames de diagnóstico estão as análises ao líquido cefalorraquidiano e os exames de potenciais evocados.
Em 2001, o Painel Internacional para o Diagnóstico de Esclerose Múltipla publicou os critérios de McDonald, uma revisão dos métodos anteriores de diagnóstico de EM, revistos em 2005 e 2010. Further revisions were issued in 2005.